# Скандинавски планини
Скандинавските планини са планинска система на Скандинавския полуостров, разположени основно в Норвегия и Швеция и частично в най-северната част на Финландия.
Простират се от североизток на югозапад на протежение около 1700 km, а широчината им варира от 200 – 300 km на север до 600 km на юг. Най-високият им връх Галхьопиген 2472 m се издига в Южна Норвегия. На север, запад и юг многочислените и силно разчленени им хребети достигат непосредствено до морето, като завършват със стръмни брегове в морски носове, полуострови, острови и известните норвежки фиорди. На изток с тектонски отстъп със североизточно простиране са отделени от обширното плато Норланд. Най-високата точка в Швеция е връх Кебнекайсе (2111 m) разположен в северната част на страната - в Лапландия. Скандинавските планини представляват планинска земя, състояща се от отделни плата (Телемарк, Хьолен и др.), линенйно простиращи се хребети (Ютунхаймен, Тролхаймен  и др.) и вътрешнопланински падини. Широко разпространени са заравнените повърхности, разчленени от дълбоки долини и фиорди, формирали се на места с тектонски разломи. Релефът на Скандинавските планини е бил в значителна степен изгладен и заравнен от дейността на древните ледници. В съвременното релефообразуване водеща роля играят водната ерозия, а в горния (нивален) пояс на планините и дейността на снеговете и ледовете. Характерни за Скандинавските планини са най-големите в Континетална Европа съвременни ледници предимно от скандинавски (щитообразен) тип, които обхващат площ около 5000 km². В строежа на планините участват основно каледонски нагънати структури, а на юг и изток структури от западните части на Балтийския щит. Основните полезни изкопаеми са желязна руда, мед, титан, пирит и др..
Скандинавските планини са се образували преди около 480 милиона години. Имат каледонски орогенезис. Океанът Япетус е разделял Северна Америка от Европа и при постепенното му разширяване той достига ширина от 2000 км, но след това той започна да се смалява сближавайки Лаврентия, Гренландия и Балтика. В резултат от тези процеси преди около 440 милиона години, Балтийската плоча се нахлупва над Гренландия, а тя над Лаврентия. От това време датира релефа и геоморфологията на Скандинавските планини. Тъй като са били силно издигнати от стълкновението на две континентални плочи по разлома Скандинавия и Великобритания от една страна, а от друга Гренландия и Нюфаундленд, грамадния планински масив по линията Скандинавия-Гренландия-Нюфаундленд не е отстъпвал по височина на Хималаите.
Влажният морски климат и интензивната разчлененост на релефа определят в значителна степен гъстата речна мрежа. Реките са предимно къси, но пълноводни, с многочислени прагове и водопади. Подхранването им е основно дъждовно и снежно и частично лезниково. Максималният отток се наблюдава през пролетта и първата половина на лятото, с отделни епизодични прииждания през есента. Благодарение на бързити се течения повечето от реките не замръзват. В планината има и стотици езера, основно с тектонско-ледников произход.
Склоновете на планината на височина 900 – 1100 m на юг и 300 – 500 m на север са покрити с иглолистни гори. По западните склонове, в резултат на големия наклон и влажност, горите се редуват с големи масиви от храстова растителност и торфища. основните иглолистни видове са смърч и бор. Надпояса на планинската тайга на 150 – 200 m по вертикала е развит пояса на редките брезови гори, сменящи се с планинска тундра и алпийски пасища.